# Улица Яшина (Владикавказ)
Улица Яшина — улица во Владикавказе, Северная Осетия, Россия. Находится в Промышленном муниципальном округе между улицами Льва Толстого и Титова. Начинается от улицы Льва Толстого.

## История
Названа в честь первого почётного гражданина Владикавказа, врача Николая Васильевича Яшина (? — 1919). В 1867 году основал больницу и в 1885 году — «Городской приют для призрения престарелых и увечных». Был внесён в книгу Почётных граждан Владикавказа в июле 1915 года. Умер в возрасте около 90 лет.
Улица сформировалась в середине XIX века. Впервые отмечена как улица «Низовая» в Списке улиц Владикавказа от 1891 года. Под этим же названием упоминается в «Перечне улиц, площадей и переулков» от 1911 года. Переименована Постановлением Владикавказской городской думы в 1915 году.
Упоминается под современным названием в «Перечне улиц, площадей и переулков» от 1925 года.
В доме № 1 проживал осетинский учёный-историк Аким Казбекович Джанаев.
В начале XX века адвокат Борис Ричардович Бёме, имевший собственный особняк на Павловском переулке, построил дом № 5 для своего брата.